# Doryctes xanthocephalus
Doryctes xanthocephalus är en stekelart som först beskrevs av Szepligeti 1914.  Doryctes xanthocephalus ingår i släktet Doryctes och familjen bracksteklar. Inga underarter finns listade i Catalogue of Life.